# 張承吉
張承吉（韓語：장승길，1948年—），男，北韓外交官，曾任駐埃及大使，他和其妻子於1997年8月25日於開羅失蹤。同期，他於巴黎從事貿易的弟弟張承柱和家人也不知所終，分析相信他們已脫離北韓並定居於美國，但美方一直未有評論此事。

## 相关人物
- 太永浩